# Follow the Yellow Brick Road Tour
Follow the Yellow Brick Road Tour – dwudziesta ósma solowa trasa koncertowa Eltona Johna, w jej trakcie odbyły się sześćdziesiąt trzy koncerty.
1. 12 marca 2014 – Beaumont, Teksas, USA – Ford Arena
2. 13 marca 2014 – Dallas, Teksas, USA – American Airlines Center
3. 15 marca 2014 – Birmingham, Alabama, USA – BJCC Arena
4. 16 marca 2014 – Pensacola, Floryda, USA – Pensacola Bay Center
5. 19 marca 2014 – Tupelo, Missisipi, USA – BancorpSouth Arena
6. 21 marca 2014 – Nowy Orlean, Luizjana, USA – Smoothie King Center
7. 11 czerwca 2014 – Charleston, Wirginia Zachodnia, USA – Charleston Civic Center
8. 12 czerwca 2014 – Virginia Beach, Wirginia, USA – Farm Bureau Live
9. 15 czerwca 2014 – Manchester, Tennessee, USA – Great Stage Park
10. 21 czerwca 2014 – Leigh, Anglia – Leigh Sports Village Stadium
11. 22 czerwca 2014 – St. Gallen, Szwajcaria – AFG Arena
12. 24 czerwca 2014 – Nottingham, Anglia – Capital FM Arena Nottingham
13. 28 czerwca 2014 – Buckinghamshire, Anglia – Stoke Park Country Club
14. 29 czerwca 2014 – Colchester, Anglia – Colchester Community Stadium
15. 2 lipca 2014 – Newcastle, Anglia – Metro Radio Arena
16. 4 lipca 2014 – Calella, Hiszpania – Jardín Botanico del Cap Roig
17. 5 lipca 2014 – Aalborg, Dania – Skovdalen Atletikstadion
18. 6 lipca 2014 – Halle, Niemcy – Gerry Weber Stadion
19. 10 lipca 2014 – Fulda, Niemcy – Fulda Domplatz
20. 11 lipca 2014 – Drezno, Niemcy – Theaterplatz von der Semperoper
21. 12 lipca 2014 – Kilonia, Niemcy – Sparkassen-Arena
22. 15 lipca 2014 – Carcassonne, Francja – Théâtre Jean-Deschamps
23. 16 lipca 2014 – Lyon, Francja – Theatre Romain Fourviere
24. 18 lipca 2014 – Carhaix, Francja – La Prairie de Kerampuilh
25. 19 lipca 2014 – Moguncja, Niemcy – Nordmolle Zollhafen
26. 20 lipca 2014 – Mönchengladbach, Niemcy – Warsteiner HockeyPark
27. 22 lipca 2014 – Ratyzbona, Niemcy – Schloss Turns und Taxis
28. 23 lipca 2014 – Lörrach, Niemcy – Maktplatz Lörrach
29. 24 lipca 2014 – Nyon, Szwajcaria – Nyon Festival Grounds
30. 26 lipca 2014 – Monte Carlo, Monako – Salle des Etoiles
31. 13 września 2014 – Vancouver, Kanada – Rogers Arena
32. 14 września 2014 – Vancouver, Kanada – Rogers Arena
33. 17 września 2014 – Spokane, Waszyngton, USA – Spokane Veterans Memorial Arena
34. 19 września 2014 – West Valley City, Utah, USA – Maverik Center
35. 20 września 2014 – Denver, Kolorado, USA – Pepsi Center
36. 25 września 2014 – Portland, Oregon, USA – Moda Center
37. 27 września 2014 – Seattle, Waszyngton, USA – KeyArena
38. 1 października 2014 – Sacramento, Kalifornia, USA – Sleep Train Arena
39. 2 października 2014 – San Jose, Kalifornia, USA – SAP Center at San Jose
40. 4 października 2014 – Los Angeles, Kalifornia, USA – Staples Center
41. 5 października 2014 – Los Angeles, Kalifornia, USA – Staples Center
42. 1 listopada 2014 – Madryt, Hiszpania – Palacio de Deportes de la Comunidad de Madrid
43. 2 listopada 2014 – Bilbao, Hiszpania – Bizkaia Arena
44. 5 listopada 2014 – Kraków, Polska – Kraków Arena
45. 6 listopada 2014 – Mińsk, Białoruś – Mińsk Arena
46. 9 listopada 2014 – Sankt Petersburg, Rosja – Ice Palace Saint Petersburg
47. 10 listopada 2014 – Helsinki, Finlandia – Hartwall Arena
48. 12 listopada 2014 – Kopenhaga, Dania – Forum Copenhagen
49. 14 listopada 2014 – Göteborg, Szwecja – Scandinavium
50. 15 listopada 2014 – Oslo, Norwegia – Oslo Spektrum
51. 16 listopada 2014 – Stavanger, Norwegia – Sørmarka Arena
52. 19 listopada 2014 – Paryż, Francja – Palais Omnisports Paris Bercy
53. 20 listopada 2014 – Montpellier, Francja – Park&Suites Arena
54. 22 listopada 2014 – Lille, Francja – Zénith de Lille Grand Palais
55. 24 listopada 2014 – Hanower, Niemcy – TUI Arena
56. 27 listopada 2014 – Monachium, Niemcy – Olympiahalle
57. 29 listopada 2014 – Nuremberg, Niemcy – Nuremberg Arena
58. 30 listopada 2014 – Stuttgart, Niemcy – Hanns-Martin-Schleyer-Halle
59. 3 grudnia 2014 – Zurych, Szwajcaria – Hallenstadion
60. 4 grudnia 2014 – Mediolan, Włochy – Mediolanum Forum
61. 6 grudnia 2014 – Barcelona, Hiszpania – Palau Sant Jordi
62. 9 grudnia 2014 – Dublin, Irlandia – 3Arena
63. 31 grudnia 2014 – New York City, Nowy Jork, USA – Barclays Center